# Borut Pahor
Borut Pahor (Postumia, 2 novembre 1963) è un politico sloveno.
È stato il leader dei Socialdemocratici (SD) dal 1997 al 2012. Il 2 dicembre 2012 è stato eletto Presidente della Slovenia, incarico che ha mantenuto per due mandati fino al 22 dicembre 2022. Pahor è stato parlamentare, europarlamentare, presidente dell'Assemblea nazionale e Primo ministro dal 2008 al 2012.

## Biografia
Pahor nacque a Postumia ma trascorse la sua infanzia a San Pietro-Vertoiba, presso il confine con l'Italia. Nel 1983 si iscrisse all'Università di Lubiana, dove studiò politiche pubbliche alla facoltà di Scienze Sociali. Si laureò nel 1987.
Durante l'università si iscrisse alla Lega dei Comunisti della Slovenia. Alla fine degli anni '80 divenne uno dei maggiori sostenitori dell'ala riformista del partito, guidata da Milan Kučan. Alle elezioni del 1990 fu eletto nelle liste del Partito Democratico Riformista (ex Lega dei Comunisti), che divenne la principale forza di opposizione del governo della coalizione DEMOS.
Nel 1997 fu eletto presidente della Lista Unita dei Socialdemocratici (eredi del Partito Democratico Riformista, rinominato in Socialdemocratici nel 2005) con un programma centrista. Dal 2000 al 2004 servì come presidente dell'Assemblea nazionale. In occasione delle elezioni europee del 2004 fu eletto al Parlamento Europeo. Nel 2007, a seguito della crisi della Democrazia Liberale di Slovenia, il suo partito diventò la seconda forza politica in parlamento, e Pahor divenne il leader informale dell'opposizione di centrosinistra al governo di Janez Janša.
Alle elezioni del 2008 i Socialdemocratici divennero il primo partito. Il 3 novembre Pahor ha ottenuto dal presidente Danilo Türk l'incarico di formare un governo e il 7 novembre ha ottenuto la fiducia dell'Assemblea nazionale. Il 21 novembre il governo Pahor è entrato in carica. La fuoriuscita di alcuni partiti dal governo ha portato all'indizione di elezioni anticipate nel 2011, a seguito delle quali Pahor ha perso la carica di Primo ministro e i Socialdemocratici sono passati all'opposizione.
Il 2 dicembre 2012 Pahor è stato eletto Presidente della Slovenia.
Alle elezioni presidenziali del 2017 viene confermato nell'incarico con il 53% dei consensi, superando al ballottaggio Marjan Šarec.